# إيميت تي. أندرسون
إيميت تي. أندرسون هو سياسي أمريكي، ولد في 17 يناير 1890 في تاكوما في الولايات المتحدة، وتوفي في 20 مارس 1969. نشط حزبياً في الحزب الجمهوري. وقد انتخب نائب حاكم واشنطن ‏.